# Giao hưởng số 4 (Tchaikovsky)
Giao hưởng số 4, cung Fa thứ, Op. 36 là bản giao hưởng của nhà soạn nhạc người Nga Pyotr Ilyich Tchaikovsky. Bản giao hưởng được viết vào năm 1877, đến năm 1878 thì ông hoàn thành tác phẩm. Đây là một trong các bản giao hưởng xuất sắc nhất của ông. Như truyền thống nhạc cổ điển của châu Âu, tác phẩm gồm 4 chương: 
- Chương 1: Andante sostenuto — Moderato con anima — Moderato assai, quasi Andante — Allegro vivo
- Chương 2: Andantino in modo di canzona
- Chương 3: Scherzo: Pizzicato ostinato - Allegro
- Chương 4: Finale: Allegro con Fuoco

Trong đó, chương 4 được nhiều người biết đến hơn cả.

## Âm thanh
| Giao hưởng số 4 của Tchaikovsky, chương 4: Finale |  |
|                                                   |  |
|                                                   |  |